# Кампенгаузен, Иоганн Бальтазар фон
Барон Иоганн Бальтазар (Иван Иванович) фон Кампенгаузен (швед. Johan Balthasar von Campenhausen; 1689 — 1758) — шведский, затем российский государственный деятель. Отец Балтасара Кампенгаузена (1745—1800). Дед Балтаза́ра Балтаза́ровича Кампенга́узена, российского государственного деятеля.
С 1711 года на русской службе. Наивысший пост в карьере Кампенгаузена — должность генерал-губернатора Финляндии, которую он занимал в 1742—1743 годах. Выйдя в отставку, получил большие поместья в Лифляндии.

## Биография
Бальтазар фон Кампенгаузен был десятым из одиннадцати детей шведского полковника и вицекоменданта Риги Иоганна Германа фон Кампенгаузена (* 1641, Стокгольм, † 1705, Рига) и Агнесы Маргареты, урождённой Гюльденхофф (* 1653, Johannisberg, † 1703, Дерпт). Шестеро из его братьев и сестёр умерли в детстве, один из братьев был убит на Северной войне.
Ещё мальчиком в возрасте десяти лет Бальтазар принял участие в битве под Нарвой (1700) на стороне Швеции.
С 1703 по 1704 он учился в лицее в Риге и был выпущен из него секундом.
После двух лет военной службы, он был зачислен в войска генерала Левенгаупта и в 1707 году был произведён в лейтенанты.
В 1708 году Кампенгаузен был ранен в битве при Лесной выстрелом в голову, а четыре месяца спустя он вернулся в борьбу с войсками и был произведён в майоры.
После Полтавской битвы он бежал вместе с королём Карлом XII через Днепр в Бендеры, которые тогда принадлежали Турции.
Осенью 1710 года он был послан с секретной депешей в Швецию, но был арестован в Польше и был вынужден поступить на российскую службу.
В 1712 году он был произведён в полковники Российской армии и принял участие в крупнейших сражениях Северной войны, на которой был ранен пять раз.
В 1725 году в качестве одного из старейших полковников Российской Императорской армии он был удостоен чести нести гроб на похоронах царя Петра Великого.
В 1726 году Кампенгаузен был переведён в генерал-майоры Российской Императорской армии.
В 1727 году он приобрёл мызу Orellen в Лифляндии, которая впоследствии стала родовым имением дворянского рода фон Кампенгаузен.
В 1742 году он был произведён в генерал-лейтенанты.
После увольнения из русской армии он служил два года в качестве генерал-губернатора Финляндии с 1742 по 1744 год.
11 июня 1744 года Бальтазар Кампенгаузен был возведён в бароны Шведского королевства.
Составил «Alphabetisches Verzeichniss der Liv- und Esthländer, welche vom Jahr 1700—1747 in Diensten gestanden haben» (в «Neue Nordische Miscellen» A. W. Hupel’я, XVII, 236—252).

## Награды
- Орден Щедрости
- Орден Святого Александра Невского (15.07.1744)

## Потомки
Бальтазар фон Кампгаузен был женат дважды.
1 мая 1712 года сочетался браком с Маргаритой Лилиенгрин (29.09.1679—23.12.1733). В этом браке он имел двух дочерей и трех сыновей, в том числе:
- Иоганн Кристоф фон Кампенгаузен (05.03.1716—03.12.1782) - российский полковник, действительный тайный советник и ордена Святой Анны кавалер.[2]

5 августа 1736 году он женился на Хелене Юлиане фон Страэльборн, в этом браке родились две дочери и один сын:
- Бальтазар II фон Кампенхаузен (1745—1800) — российский тайный советник, сенатор и Лифляндский губернатор.

- отец, Иоганн Герман фон Кампенгаузен (1642-1705)
- сын от первого брака,
Иоганн Кристоф (1716-1782)
- вторая жена,
Хелена Юлиана фон Страэльборн (1703-1775)
- сын от второго брака, Балтазар (1745-1800)